# Pharodes banyulensis
Pharodes banyulensis – gatunek widłonoga z rodziny Chondracanthidae. Nazwa naukowa tego gatunku skorupiaków została opublikowana w 1952 roku przez biologów Claude Delamare Deboutteville i Lídię P. Nunes-Ruivo.